# Antonio Bido
Antonio Bido (Villa del Conte, 8 gennaio 1949) è un regista e sceneggiatore italiano.

## Biografia
Dopo aver realizzato alcuni film sperimentali come Dimensioni (1970) e Alieno da (1971) e un mediometraggio per l'esercito girato durante il servizio di leva (Ventiquattro mesi, 1973), dirige i thriller Il gatto dagli occhi di giada del 1977 e Solamente nero del 1978.
Dal 1972 al 1980 è collaboratore del regista Giuseppe Ferrara.
Nel corso degli anni ottanta si specializza nella realizzazione di filmati spettacolari sulle Forze armate, dirigendo e coordinando sequenze con centinaia di uomini e mezzi. Molti di questi filmati vincono premi internazionali. "Battaglione San Marco" vince il Grand Prix al Festival internazionale di Losanna del 1986.
Ritorna al cinema con il film ironico Barcamenandoci (1983). Del 1986 è invece Mak π 100 con Rosita Celentano, un'avventura sentimentale ambientata a Livorno, tra regate veliche e accademia navale.
Dopo aver diretto le sequenze aeree della serie televisiva Aquile (1989), nel 1991 scrive e dirige il film Blue Tornado interpretato da Dirk Benedict, Patsy Kensit e David Warner, prodotto da Giovanni Di Clemente.
Dalla prima metà degli anni novanta si dedica alla realizzazione di spot pubblicitari, videoclip e anche teatro.
Nel 2019 realizza la sua autobiografia, in forma di documentario, dal titolo I miei sogni in pellicola che viene distribuita direttamente in dvd.

## Filmografia

### Regista

#### Cinema
- Dimensioni (1970)
- Alieno da (1971)
- Il gatto dagli occhi di giada (1977)
- Solamente nero (1978)
- Barcamenandoci (1984)
- Mak π 100 (1987)
- Blue Tornado (1991)
- Funerailles (Non ti voglio) (2024)

#### Documentari e filmati per le Forze Armate
- Ventiquattro mesi (1973)
- Chivasso Aosta: 100 Km. Con le stellette (1975)
- Una marcia in più (1975)
- Non tutti i pesci vengono a galla (1977)
- Da Galileo ai Satelliti (1980)
- Angelo Beolco detto il Ruzante (1980)
- Idrovia Padova - Venezia. Strada del duemila? (1980)
- Praglia: piccolo mondo moderno (1981)
- Genio (1982)
- Protagonisti del cielo (1983)
- Effetto Azzurro (1985)
- 50 nodi sul mare (1985)
- Battaglione San Marco (1985)
- Marinai del cielo (1986)
- Top Team (1986)
- Incursori  (1986)
- La fanteria (1986)
- Ali silenziose (1987)
- Roma di corsa (1987)
- Soldati d’acciaio (1987)
- Il simulatore di guida per carri armati (1987)
- Una differenza tutta da vivere (1989)
- L’azione di comando del comandante di compagnia (1990)[2]
- I lagunari (1991)
- Operazione Locusta (1991)
- Ali sul Mare (1992)
- L’Accademia dell'Esercito (scuola di comandanti) (1992)
- Una scelta motivata (1993)
- Vespri Siciliani (1993)
- L’Arma Dotta (1993)
- Il De La Penne (1994)
- Nave Vittorio Veneto (1994)
- Pattugliatori (1994)
- Vespri siciliani (1993)
- San Marco (2000)
- Una squadra che funziona (2001)
- Incursori (2001)
- Profondo blu (2009)
- Portaerei Cavour (2014)
- I miei sogni in pellicola (2019)

#### Videoclip
- Moto perpetuo (1972)
- Capricci (1972)
- Visioni visive e visionarie (2014)
- Danza macabra (2015)
- Mendelssohn Im Jüdischen Museum Berlin (2016)
- Marcia Funebre per una marionetta (2018)
- Indagine su un cittadino al di sopra di ogni sospetto (2021)

### Attore
- Il gatto dagli occhi di giada, regia di Antonio Bido (1977)
- Solamente nero, regia di Antonio Bido (1978)
- I miei sogni in pellicola, regia di Antonio Bido (2019)

### Aiuto regista
- La città del malessere, regia di Giuseppe Ferrara (1973)
- Faccia di spia, regia di Giuseppe Ferrara (1975)
- Aquile, regia di Ninì Salerno (1989) (regia delle sequenze aeree)

## Teatro

### Regista
- Poeta saltimbanco. S...concerto in due tempi, con Franco Califano (1980)
- Ping Pong, con Gianfranco Bullo (1981)